# Jalālpur (ort i Indien, Uttar Pradesh)
Jalālpur är en ort i Indien.   Den ligger i distriktet Ambedkar Nagar och delstaten Uttar Pradesh, i den nordöstra delen av landet, 600 km öster om huvudstaden New Delhi. Jalālpur ligger 90 meter över havet och antalet invånare är 31 388.
Terrängen runt Jalālpur är mycket platt. Runt Jalālpur är det tätbefolkat, med 982 invånare per kvadratkilometer. Det finns inga andra samhällen i närheten. Trakten runt Jalālpur består till största delen av jordbruksmark.